# Kimry
Kimry – miasto w Rosji, w obwodzie twerskim, port nad Wołgą.
Miejscowość była areną wydarzeń rewolucji 1905 roku. Od końca października 1905 roku, władzę nad miastem przez miesiąc sprawowała rewolucyjna ponadpartyjna Milicja Robotnicza, którą dowodził polski socjalista Adam Uziembło. Milicja powstała jako grupa samoobrony przed czarną sotnią, lojalną wobec caratu. Po przejęciu władzy w Kimrach, zadaniem Milicji stały się realizacja wolności obywatelskich i postulatów socjalnych oraz walka z lichwą w środowisku kupieckim. W szczytowym momencie liczyła około 600 osób. Uziembło rozwiązał grupę po upadku powstania moskiewskiego, pod koniec grudnia 1905 roku, w momencie realnej groźby interwencji zbrojnej wojska.
W mieście rozwinął się przemysł skórzany, odzieżowy oraz maszynowy.